# Perte de masse stellaire

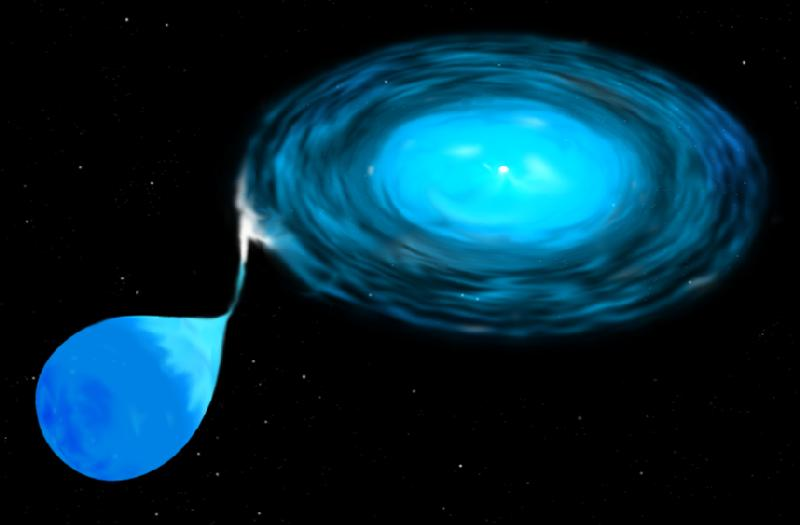
Une naine blanche et son disque d'accrétion causant la perte de masse stellaire du compagnon dans son système binaire

La perte de masse stellaire est un phénomène observé chez certaines étoiles massives. Il se produit lorsqu'un événement déclencheur provoque l'éjection d'une importante quantité de masse de l'étoile, au profit d'une autre étoile dans un système binaire, ou directement dans l'espace interstellaire.

## Causes
Plusieurs facteurs peuvent causer la perte de masse stellaire pour les étoiles massives. Quelques-unes sont nommées ci-dessous :
- Attraction gravitationnelle d'un compagnon binaire
- Événements de type éjection de masse coronale
- Passage du statut de géante rouge à supergéante rouge

### Éjection de masse par gravitation
Fréquemment, quand une étoile fait partie d'une paire rapprochée d'étoile binaire, l'attraction de marée des gaz près du centre de masse est suffisante pour attirer le gaz hors de l'orbite de celle-ci envers sa voisine. C'est effet est particulièrement observé chez les partenaires de naine blanche, trou noir ou étoile à neutrons.

### Éjection de masse
Certaines classes d'étoiles, spécialement les étoiles Wolf-Rayet sont suffisamment massives et distendues pour que leur emprise sur leurs couches supérieures soit plutôt faible. Souvent, les cas comme les éruptions solaires et les éjections de masse coronale vont être assez puissantes pour faire exploser du matériel des couches supérieures dans l'espace, elles font donc face à une pression de radiation plus forte que leur force gravitationnelle.

### Perte de masse de géante rouge
Les étoiles qui entrent dans le stade de géante rouge sont connues pour perdre rapidement de la masse. Comme dit plus haut, l'emprise sur les couches supérieures est affaiblie, et elles peuvent être diffusées dans l'espace par des événements violents comme les débuts d'un flash d'hélium dans le noyau de l'étoile. La phase finale de la vie d'une géante rouge va aussi produire une perte phénoménale de masse, lorsque les couches supérieures de l'étoile vont former une nébuleuse planétaire.